# Vanessa Eichholz
Vanessa Eichholz (* 30. Mai 1989 in Bad Mergentheim) ist eine deutsche Schauspielerin.

## Leben
Vanessa Eichholz spielt sowohl in deutschen wie internationalen Produktionen mit.
Nach dem Abitur zog Vanessa nach New York, um Schauspiel zu studieren und machte dann an der Pepperdine University ihren Bachelorabschluss. Ihre erste amerikanische Fernsehrolle war in der Netflix-Serie Lost in Space als Reporterin. Darauf folgte die Rolle der Ilsa Hepstein im neuen Hellboy-Kinofilm von Neil Marshall mit David Harbour und Milla Jovovich in den Hauptrollen.
Zudem spielt sie in der Deutsch-Italienischen Koproduktion War Photographer (Lucas Prisor & Vladimir Burlakov) eine knallharte Journalistin, die der Wahrheit auf den Grund geht. Im Deutschen Fernsehen war sie bereits in einigen Werbeproduktionen u. a. für das ZDF zu sehen.
Eichholz ist auch im Lifestyle Bereich aktiv, so ziert sie Michael Limmers Buch Das Perfekte Wedding Workout und stellt Fitness Übungen vor.

## Filmografie (Auswahl)
- 2014: Father Rupert Mayer
- 2014: Love, Hate & Security
- 2016: Reeperbahn
- 2017: War Photographer
- 2018: Lost in Space – Verschollen zwischen fremden Welten (Lost in Space, Fernsehserie)
- 2019: Hellboy – Call of Darkness (Hellboy)
- 2020: The Man with the Camera
- 2021: Die Boten des Todes
- 2022: Herzogpark (Miniserie)
- 2024: The Man with the Camera